# Darkstalkers: The Night Warriors
Darkstalkers: The Night Warriors conocido en Japón como Vampire: The Night Warriors, es un videojuego de lucha multijugador desarrollo y lanzado por Capcom en 1994, como el primer juego de la saga Darkstalkers

## Jugabilidad
En el modo de un jugador, el jugador elige un personaje y debe luchar contra cada uno de los otros nueve en una serie de combates uno contra uno. Cada ronda está cronometrada y cada luchador tiene un medidor de salud. Para ganar una ronda, el jugador debe agotar por completo el medidor de salud del oponente o tener más salud restante cuando se acabe el tiempo; el primer luchador que gane dos rondas gana el combate. Después de derrotar a los otros nueve personajes, el jugador se enfrenta a dos personajes jefes, el robot Huitzil y el alienígena Pyron.
Un segundo jugador puede unirse al juego en cualquier momento, momento en el que ambos jugadores seleccionan personajes y luchan entre sí según las reglas anteriores; pueden elegir el mismo personaje si lo desean. El ganador de esta pelea continúa el juego en modo de un jugador.
El juego utiliza el sistema de juego desarrollado por Capcom para la serie Street Fighter II, pero con varias características de juego nuevas como Air Blocking (bloqueo en el aire), Crouch Walking (caminar agachado) y Chain Combos (cadenas de combos). El juego presentaba un medidor de Special similar al medidor de Super Combo de Super Street Fighter II Turbo, que el jugador podía llenar para realizar un movimiento único de tipo "combo" muy parecido al Super Turbo anterior (llamado "ES" en la serie Darkstalkers), o una versión potenciada de uno de sus especiales (llamado "EX", y un concepto que aparecería en juegos posteriores de Darkstalkers así como en Street Fighter III). A diferencia del medidor de Super Combo en Super Turbo, el Special en Darkstalkers se agota gradualmente a menos que el jugador realice su súper movimiento, lo que evita que los jugadores conserven sus súper movimientos para usarlos más tarde.

## Trama
El poderoso alienígena Pyron invade la Tierra para añadir más planetas a su colección que ha devorado, los monstruos más temibles del mundo son la última defensa de la humanidad.

## Personajes
Night Warriors cuenta con diez monstruos jugables: 
- Demitri Maximoff
- Jon Talbain
- Victor von Gerdenheim
- Lord Raptor
- Morrigan Aensland
- Anakaris
- Felicia
- Bishamon
- Rikuo
- Sasquatch

### No jugables
- Huitzil (Subjefe)
- Pyron (Jefe final)

## Recepción
El juego fue un éxito en los arcades, vendiendo 24.000 unidades arcade, convirtiéndolo en uno de los juegos de lucha arcade más vendidos. En Japón, Game Machine incluyó el juego en su edición del 15 de agosto de 1994 como la segunda unidad arcade de mesa de mayor éxito del mes. Pasó a ser el cuarto juego arcade de mayor recaudación de 1994 en Japón. En América del Norte, RePlay incluyó el título como el juego arcade más popular en octubre de 1994, mientras que Play Meter lo incluyó como el sexto juego arcade más popular el mismo mes. Recibió un Premio de Oro de la Asociación Estadounidense de Máquinas de Entretenimiento (AAMA) por ser uno de los nueve videojuegos arcade más vendidos de Estados Unidos en 1994.
Darkstalkers: The Night Warriors fue generalmente muy bien recibido por los críticos tras su lanzamiento. VideoGames le dio el premio al "Mejor juego arcade" de 1994, siendo también el segundo mejor juego en las categorías " Juego del año " y "Mejor juego de lucha". GamePro le dio una crítica positiva, diciendo que aunque es similar a Street Fighter II, Darkstalkers es muy atractivo debido a su amplia variedad de personajes, su arte estilo anime y la capacidad de bloquear en el aire. Next Generation revisó la versión arcade del juego y afirmó que "Magníficamente complementado por una banda sonora espeluznante y muchas imágenes de fondo de alto impacto, DarkStalkers es una buena y fuerte versión de la vieja tecnología".
Al revisar la versión de PlayStation, GamePro comentó que la jugabilidad carece de profundidad y es demasiado fácil de dominar, pero el juego es, no obstante, divertido y los gráficos son muy atractivos. Concluyeron: "Un buen concepto, reforzado por excelentes gráficos y una buena jugabilidad, es lo que hace de Darkstalkers uno de los mejores juegos de lucha de PlayStation. No tan profundo como Street Fighter Alpha, pero igual de divertido, Darkstalkers es una adición bienvenida a la biblioteca de PlayStation". Yasuhiro Hunter de Maximum, por el contrario, argumentó que Darkstalkers es uno de los juegos de lucha más profundos y difíciles de dominar. Sin embargo, sintió que dado el ciclo de desarrollo excepcionalmente largo, la conversión de PlayStation fue una gran decepción, con la mitad de los cuadros de animación de la versión arcade faltantes y episodios de desaceleración pronunciada. Next Generation dijo que Darkstalkers "podría decirse que es el punto culminante del desarrollo de los juegos de lucha en 2D", pero que en última instancia es solo otro juego en la línea de Street Fighter en 2D y "con la nueva tecnología que muestra juegos como Virtua Fighter 2, Tekken y Toshinden, simplemente no puede competir". IGN comentó de manera similar que "desafortunadamente, DarkStalkers palidece en comparación con los monstruos 3D más grandes que se han lanzado para PlayStation, a saber, Tekken y Toshinden. Pero en lo que respecta a los juegos de lucha en 2D, DarkStalkers sigue siendo uno de los mejores".
En 2007, los usuarios de CraveOnline clasificaron a Darkstalkers como el noveno mejor juego de lucha en 2D de todos los tiempos, y el personal lo llamó "un título de Capcom que fue esencial en el desarrollo posterior del dominio de los juegos de lucha en 2D de Capcom" y "un éxito sorpresa que allanó el camino para muchos grandes juegos después de él". En 2013, Matt Edwards de Eurogamer afirmó que Darkstalkers " se ha mantenido como un favorito de culto gracias a su estilo único e innovaciones técnicas". 